# 希爾斯伯勒 (新澤西州)
希爾斯伯勒（英語：Hillsborough）是位於美國新澤西州薩默塞特縣的普查規定居民點。

## 人口
根據2020年美國人口普查的數據，希爾斯伯勒的面積為20.77平方千米，當中陸地面積為20.72平方千米，而水域面積為0.05平方千米。當地共有人口22214人，而人口密度為每平方千米1,069.52人。